# Oxalicibacterium faecigallinarum
Oxalicibacterium faecigallinarum es una bacteria gramnegativa del género Oxalicibacterium. Fue descrita en el año 2009, aunque inicialmente se aisló en el 1975. Su etimología hace referencia a heces de gallinas. Es gramnegativa, aerobia y móvil por flagelo polar. Tiene un tamaño de 0,75 μm de ancho por 1,5 μm de largo. Forma colonias lisas, brillantes, elevadas, de color amarillo y con márgenes enteros en agar NA tras 3 días de incubación. Temperatura de crecimiento óptima de 28 °C. Catalasa y oxidasa positivas. Es sensible a cloranfenicol, eritromicina, estreptomicina, penicilina y colistina. Tiene un contenido de G+C de 55,6%. Se ha aislado del estiércol de gallinas en la India. 